# Louis Marie Joseph Jean Corneille de Béthune
Louis Marie Joseph Jean Corneille de Béthune, né à Alost le 5 août 1872 et mort à Alost le 29 janvier 1939, est un homme politique belge.

## Fonctions et mandats
- Chef de cabinet adjoint du secrétaire d'État de l'État indépendant du Congo
- Échevin d'Alost : 1914-1915, 1926-1927
- Conseiller provincial de Flandre orientale : 1908-1912
- Membre de la Chambre des représentants de Belgique : 1912-1932

## Sources
- Catalogue de la Vente publique de l'importante collection de porcelaines et faïences, étains et cuivres, provenant de la mortuaire de Mr. le baron [Louis de Bethune] à Alost, le lundi 17 mars 1941 à Gand, Gent, 1941.
- Paul VAN MOLLE, Het Belgisch parlement, 1894-1972, Antwerpen, 1972
- Oscar COOMANS DE BRACHÈNE, État présent de la noblesse belge, Annuaire 1984, Brussel, 1984
- Emmanuel DE BETHUNE, Esquisse généalogique de la famille de Béthune, Marke, 2002.

- Ressource relative à plusieurs domaines :   - ODIS